# 8 Eskadra Lotnictwa Taktycznego
8 Eskadra Lotnictwa Taktycznego (8 elt) – pododdział Wojsk Lotniczych.

## Formowanie
Z dniem 1 stycznia 2000 roku, na bazie rozformowanego 8 Pułku Lotnictwa Myśliwsko-Bombowego sformowana została 8 Eskadra Lotnictwa Taktycznego
30 czerwca 2010 roku 8 Eskadra Lotnictwa Taktycznego została rozformowana.

## Dowódcy eskadry
- ppłk dypl. pil. Piotr Tusza (2000 - 2003)
- ppłk dypl. pil. Zdzisław Cieślik (2003 - 2006)
- ppłk dypl. pil. Ireneusz Starzyński (2006 - 2007)
- ppłk dypl. pil. Ireneusz Łyczek (2007 - 2008)
- ppłk dypl. pil. Karol Jędraszczyk (2008 - 2010)